# Saint-Michel-d'Euzet
Saint-Michel-d'Euzet este o comună în departamentul Gard din sudul Franței. În 2009 avea o populație de 582 de locuitori.

## Evoluția populației
| An        | 1975 | 1982 | 1990 | 1999 | 2006 | 2009 |
| --------- | ---- | ---- | ---- | ---- | ---- | ---- |
| Populație | 358  | 467  | 512  | 598  | 588  | 582  |